# Sierra (film)
Sierra är en amerikansk film från 1941 i regi av Raoul Walsh. Originaltiteln på filmen är High Sierra, men den svenska titeln blev Sierra. Filmen skall inte förväxlas med en westernfilm från 1950 med samma internationella titel.

## Handling
En åldrad gangster kallad Big Mac kontaktar Roy Earle som nyligen släppts ur fängelse. Han vill att Roy tar kommando över ett planerat rån i Palm Springs tillsammans med tre andra män. Inför stöten håller de till uppe i bergen dit en av rånarna, Babe har tagit med en ung kvinna, Marie. Roy ser helst att hon avlägsnar sig från platsen, men snart blir de förälskade. Rånet utförs senare, men inget går som planerat.

## Rollista
- Ida Lupino - Marie
- Humphrey Bogart - Roy Earle
- Alan Curtis - Babe
- Arthur Kennedy - Red
- Joan Leslie - Velma
- Henry Hull - Doc Banton
- Henry Travers - "Pa"
- Jerome Cowan - Healy
- Minna Gombell - Mrs. Baughmam
- Barton MacLane - Jake Kranmer
- Elisabeth Risdon - "Ma"
- Donald MacBride - Big Mac
- Cornel Wilde - Louis Mendoza
- Paul Harvey - Mr. Buaghmam
- Isabel Jewell - blondinen